# Sexto Vetuleno Cívica Cerial
Sexto Vetuleno Cívica Cerial (En latín: Sextus Vettulenus Civica Cerialis) fue un senador romano que vivió a finales del siglo I y principios del siglo II, y que desarrolló su cursus honorum bajo los reinados de Domiciano, Nerva y Trajano. Fue cónsul ordinario en el año 106 como colega de Lucio Ceyonio Cómodo.

## Origen y familia
El nombre de la gens Vettulena es de origen Sabino, y la familia de Cívica Cerial vendría de Reate, capital de los territorios sabinos al noreste de Roma.
Cerial es considerado el hijo de Sexto Vetuleno Cerial, que luchó durante la primera guerra judeo-romana, gobernador de Judea durante el periodo 70-71, Cónsul sufecto Circa de los años 75 - 76, gobernador de Moesia en el año 74 y, posiblemente, procónsul de África. Tenía un tío llamado Gayo Vetuleno Cívica Cerial, probablemente cónsul sufecto en el año 77, gobernador de Moesia después de su hermano Sexto, de 78-79 a 82, y procónsul de Asia entre los años 87-88, el año de su ejecución por Domiciano después de su fracaso contra el levantamiento de un falso Nerón.

## Carrera
Cívica Cerial Fue cónsul ordinario en 106, junto con Lucio Ceyonio Cómodo, durante el reinado de Trajano, pero aparte de eso no se sabe nada más sobre su carrera.

## Matrimonio y descendencia
Cerial se casó dos veces. De su primera esposa, cuyo nombre se desconoce, tuvo al menos un hijo, Sexto Vetuleno Cívica Pompeyano, cónsul en 136. De su segunda esposa, cuyo nombre se ha supuesto como Ignota Plaucia, Cerialis tuvo otro hijo, Marco Vetuleno Cívica Bárbaro, cónsul en 157.